# Steppenzebra
Das Steppenzebra (Equus quagga) oder Pferdezebra ist ein Zebra aus der Gattung der Pferde (Equus) innerhalb der Familie der Pferde (Equidae). Es stellt heute die häufigste Zebra-Art in Afrika dar und ist vom Nordosten bis in den Süden des Kontinents verbreitet. Es lebt gesellig in kleinen Herdenverbänden und ernährt sich hauptsächlich von Gräsern. Im Gegensatz zu den anderen heutigen Pferdearten kommt es auch in teilweise geschlossenen Landschaften vor. Der Bestand, dessen größte Population heute in der Serengeti lebt, gilt als nicht gefährdet. Es werden sechs rezente Unterarten unterschieden, die sich meistens deutlich in der Streifenzeichnung voneinander abheben.

## Merkmale

### Habitus

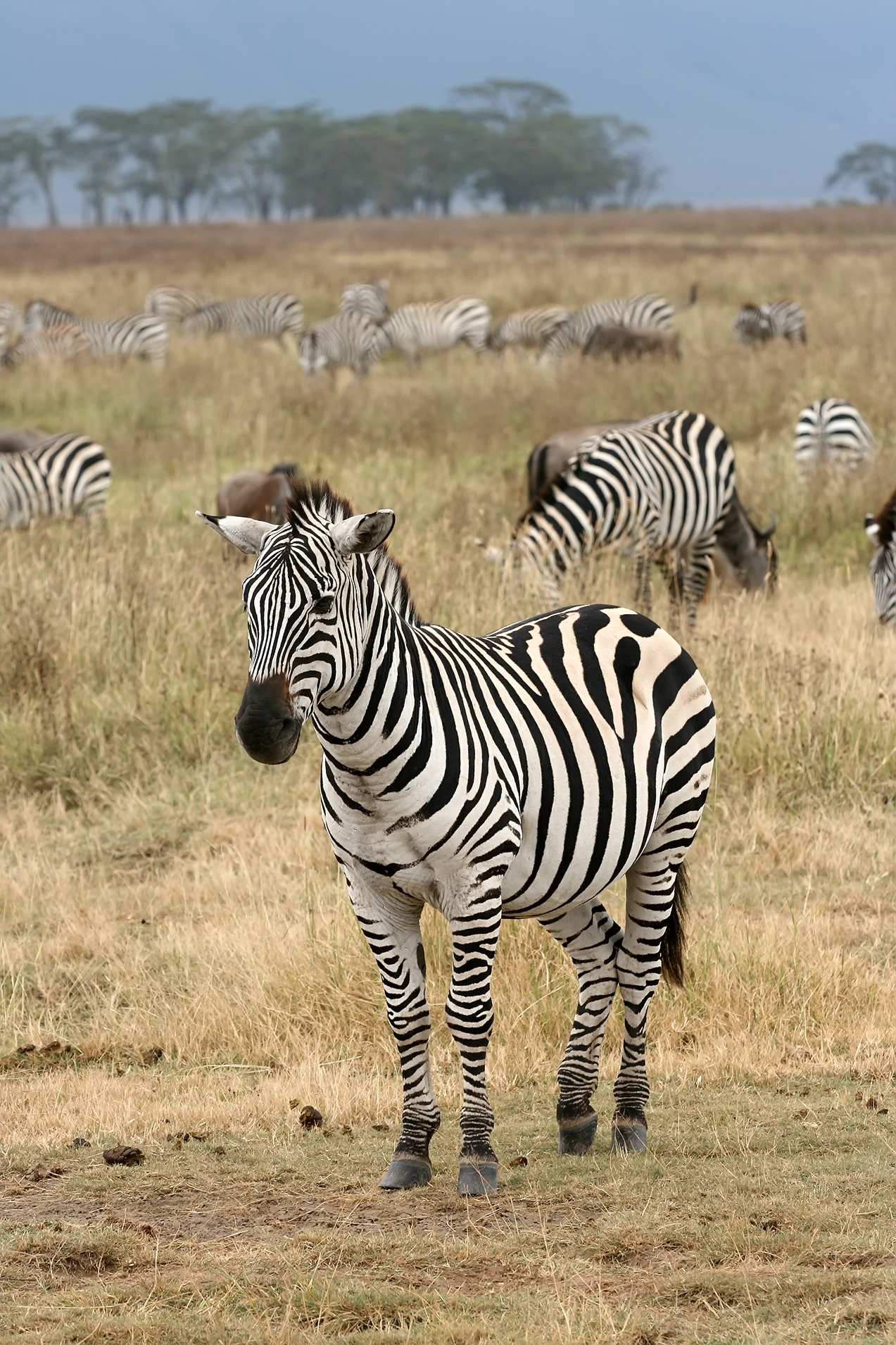
Steppenzebra der Unterart Böhm-Zebra (= Grant-Zebra) (Equus quagga boehmi) im Ngorongoro-Krater, Tansania

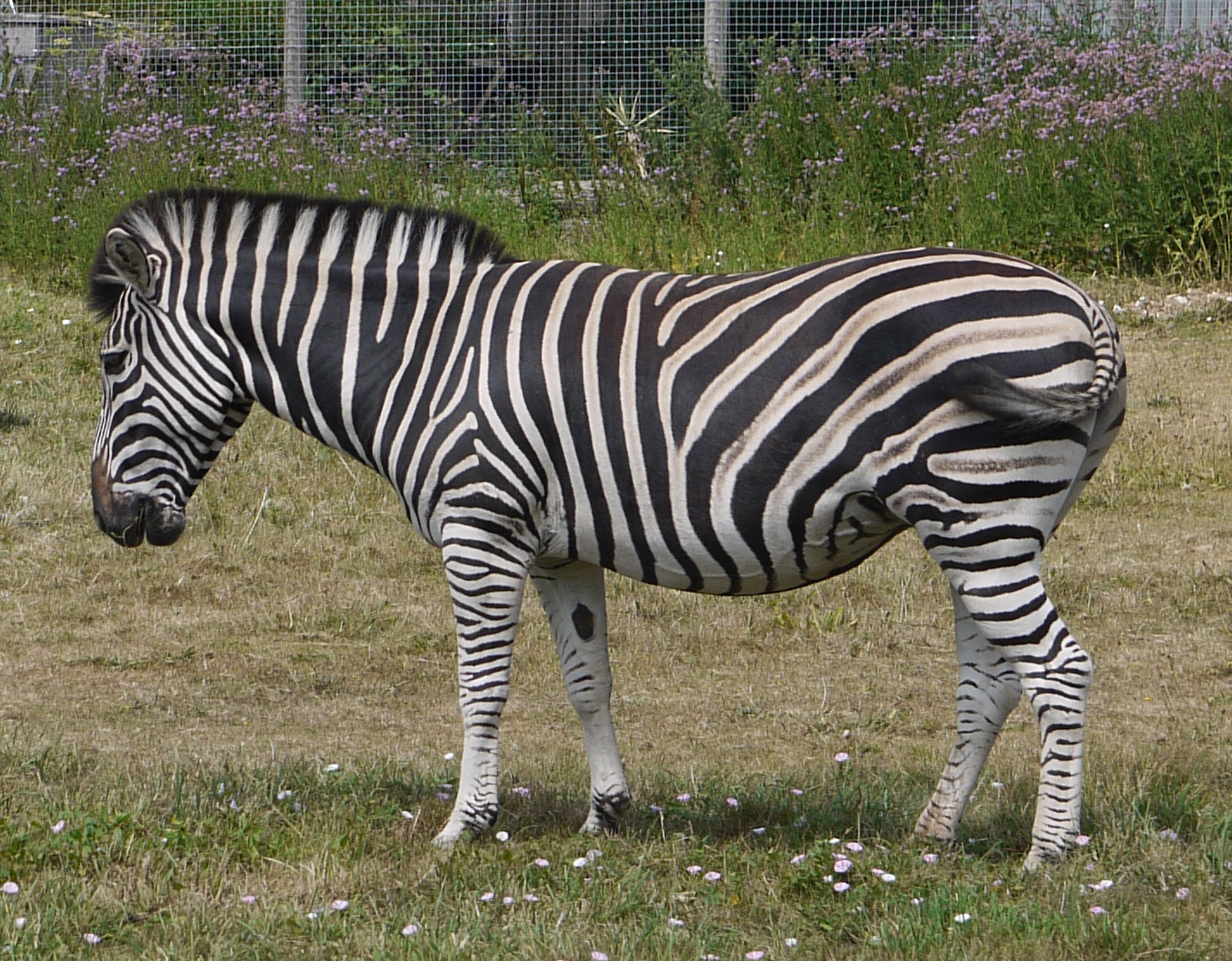
Steppenzebra der Unterart Chapman-Zebra (Equus quagga chapmani) in Sambia

Das Steppenzebra ist das kleinste der heute lebenden Zebra-Arten und erreicht eine Kopf-Rumpf-Länge von etwa 230 cm, eine Widerristhöhe von 110 bis 145 cm und ein Gewicht von ungefähr 175 bis 385 kg. Die Schwanzlänge beträgt 52 cm. Weibliche Tiere sind durchschnittlich etwas kleiner. Die Zebraform zeichnet sich durch relativ kurze Beine und charakteristisch breite, pferdeartige Hufe aus. Die typischen chestnuts, schwielenartige Hautausstülpungen an den Beinen, sind kleiner als beim Bergzebra (Equus zebra), jedoch größer als beim Grevyzebra (Equus grevyi). Der Schwanz ist schwarz oder weiß gefärbt, das Maul weist eine schwarze Färbung auf, während die runden Ränder der üblicherweise kurzen und dunklen Ohren weiß sind. Weiterhin typisch ist die kurze Stehmähne, die vom Scheitel bis zum Widerrist reicht; sie tritt bei einigen Populationen vor allem im nördlichen Verbreitungsgebiet jedoch auch gar nicht auf.
Das Steppenzebra zeichnet sich im Vergleich zu den beiden anderen Zebra-Arten, dem Grevy- und dem Bergzebra, durch die breitesten Streifen aus. Das Streifenmuster der Steppenzebraformen ist örtlich sowie auch individuell außerordentlich variabel, die Beinzeichnung aber reicht immer weit auf die Körperseiten hinaus. Je nach lokaler Form unterscheidet sich die Farbe der Streifung von lackschwarz bis dunkelrotbraun, die helle Grundfarbe ist in der Regel klarweiß, lediglich das ausgestorbene Quagga besaß eine gelblichbraune Körperfärbung, allerdings waren Bauch und Beine weiß. Die breitesten Streifen besitzt heute die Unterart Böhm-Zebra in Ostafrika, sogenannte „Schattenstreifen“, die manchmal die weißen Streifen überlagern, kommen hier kaum vor. Die Streifenzeichnungen werden schmaler, aber weniger bei Populationen, die im Süden leben, hier treten dann auch sehr häufig „Schattenstreifen“ auf. Im Gegensatz zu den anderen Zebraformen setzt sich ein Teil der vertikalen Streifen auf dem Bauch fort. Am Hinterteil kippen die Streifen in die Horizontale. Ebenfalls horizontal sind die Streifen an den Beinen, allerdings weisen einige Populationen, vor allem im südlichen Afrika, keine Beinstreifen mehr auf, so unter anderem das Burchell-Zebra. Gelegentlich treten komplett schwarz gefärbte Tiere auf, die unregelmäßig verteilte weiße Punkte besitzen. Die Streifen bilden sich bereits im Embryonalalter mit drei Wochen aus, was früher ist als bei den anderen Zebra-Arten.

### Schädel- und Gebissmerkmale
Der Schädel des Steppenzebras ist zwischen 44 und 49 cm lang und dabei lang und schmal geformt, allerdings mit breiten Jochbeinbögen. Die Stirnlinie verläuft charakteristisch konvex, das Hinterhauptsbein ist über die Gelenkansatzflächen der Halswirbel (Kondylen) hinausgezogen und besitzt einen deutlichen Wulst für den Ansatz der Nackenmuskulatur. Das Nasenbein ist relativ grazil, aber deutlich konvex gebogen. Der Naseninnenraum zwischen Nasenbein und Zwischenkieferknochen hat wie bei allen modernen Pferden eine große Ausdehnung.
Der im Durchschnitt 41 cm lange Unterkiefer ist massiv gebaut mit einem kräftigen Unterkieferknochen und hohen Gelenkflächen. Das Gebiss ist nur wenig reduziert und weist bei erwachsenen Tieren folgende Zahnformel auf: {\displaystyle {\frac {3.1.3(4).3}{3.1.3.3}}}. Die Schneidezähne weisen bei einigen Populationen, die hauptsächlich im südlichen Verbreitungsgebiet beobachtet werden, keine Zahnschmelzstülpungen (Infundibulum) auf. Der Eckzahn ist bei weiblichen Tieren nicht immer ausgebildet und wenn, dann wesentlich kleiner als bei männlichen. Zur hinteren Bezahnung besteht ein großes Diastema. Die Backenzähne weisen generell hohe Zahnkronen und viel Zahnzement auf, die Prämolaren ähneln den Molaren und sind dadurch deutlich molarisiert. Der Zahnschmelz weist charakteristische Faltungen auf der Kauoberfläche auf. Auf den unteren Molaren befindet sich am hinteren, zungenseitigen Ende der Zähne zwischen zwei markanten Zahnschmelzvorsprüngen (Metaconid und Metastylid) eine deutliche, eher V-förmig gestaltete Eintiefung, aufgrund derer das Steppenzebra zu den stenoninen Pferden gerechnet wird.

### Sinnesleistungen und Lautäußerungen
Das Steppenzebra reagiert auf das Streifenmuster der Artgenossen und vermag diese daran zu unterscheiden. Insgesamt sind sechs Lautäußerungen bekannt. Ein zweisilbiger Alarmlaut ertönt bei Sichtung eines Fressfeindes, ein lautes Schnauben des Hengstes beim Betreten von möglicherweise gefährlichem Terrain. Hengste quietschen, wenn sie gebissen werden, oder schnauben lang anhaltend bei Zufriedenheit. Fohlen geben in Stresssituationen einen jammerartigen Ton von sich. Bei Begrüßung oder Kontakt geben die Tiere einen A-ha oder Ka-ha-ähnlichen Laut von sich.

## Verbreitung

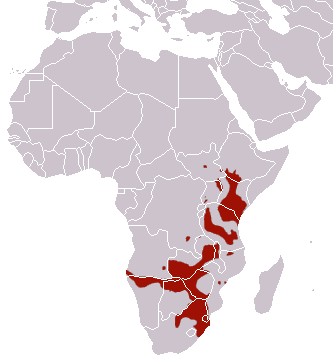
Verbreitungsgebiet (rot) des Steppenzebras

Das Steppenzebra ist von allen drei Zebra-Arten die am häufigsten vorkommende. Das Verbreitungsgebiet reicht von den halbwüstenartigen Steppengebieten des südlichen Sudan und Südäthiopiens über die Savannen Ostafrikas bis nach Süd- und Südwestafrika. Es erreicht aber nicht die südlichsten, häufig gebirgigen Gebiete in den Kapprovinzen Südafrikas. Ursprünglich war das Steppenzebra im Pleistozän unter günstigeren Klima- und Vegetationsbedingungen auch in weiten Teilen Nordafrikas verbreitet.
Das Steppenzebra bevorzugt zwar kurzes Gras, ist darauf jedoch nicht angewiesen. Daher hat es einen sehr weitreichenden Lebensraum. Es ist deswegen auch, anders als die anderen Pferdearten, in teils geschlossenen Gras- und Parklandschaften zu finden, die von Akazien- und Commiphora-Beständen durchsetzt sind. Nur am Turkana-See ist die Zebraform an Fallsamengras-Landschaften gebunden. Häufig ist sie auch die erste grasfressende Art, die in einer grasbewachsenen Region auftaucht. Erst nachdem das Steppenzebra das lange Gras abgefressen und niedergetrampelt hat, folgen Gnus und Gazellen. Dabei besiedelt es neben Tiefländern auch Hochebenen. Am Mount Kenya ist das Steppenzebra noch bis in 4.400 m Höhe nachgewiesen. Die Populationsdichte ist mitunter recht hoch und variiert zwischen 0,7 und 9,5 Individuen je Quadratkilometer. Im Ngorongoro-Krater steigt diese auf bis zu 22 Individuen je Quadratkilometer an. Im nördlichen Verbreitungsgebiet lebt das Steppenzebra teilweise sympatrisch mit dem Grevyzebra. Die südlichen Populationen überschneiden sich aber kaum mit dem dort ebenfalls lebenden Bergzebra.

## Lebensweise

### Territorialverhalten

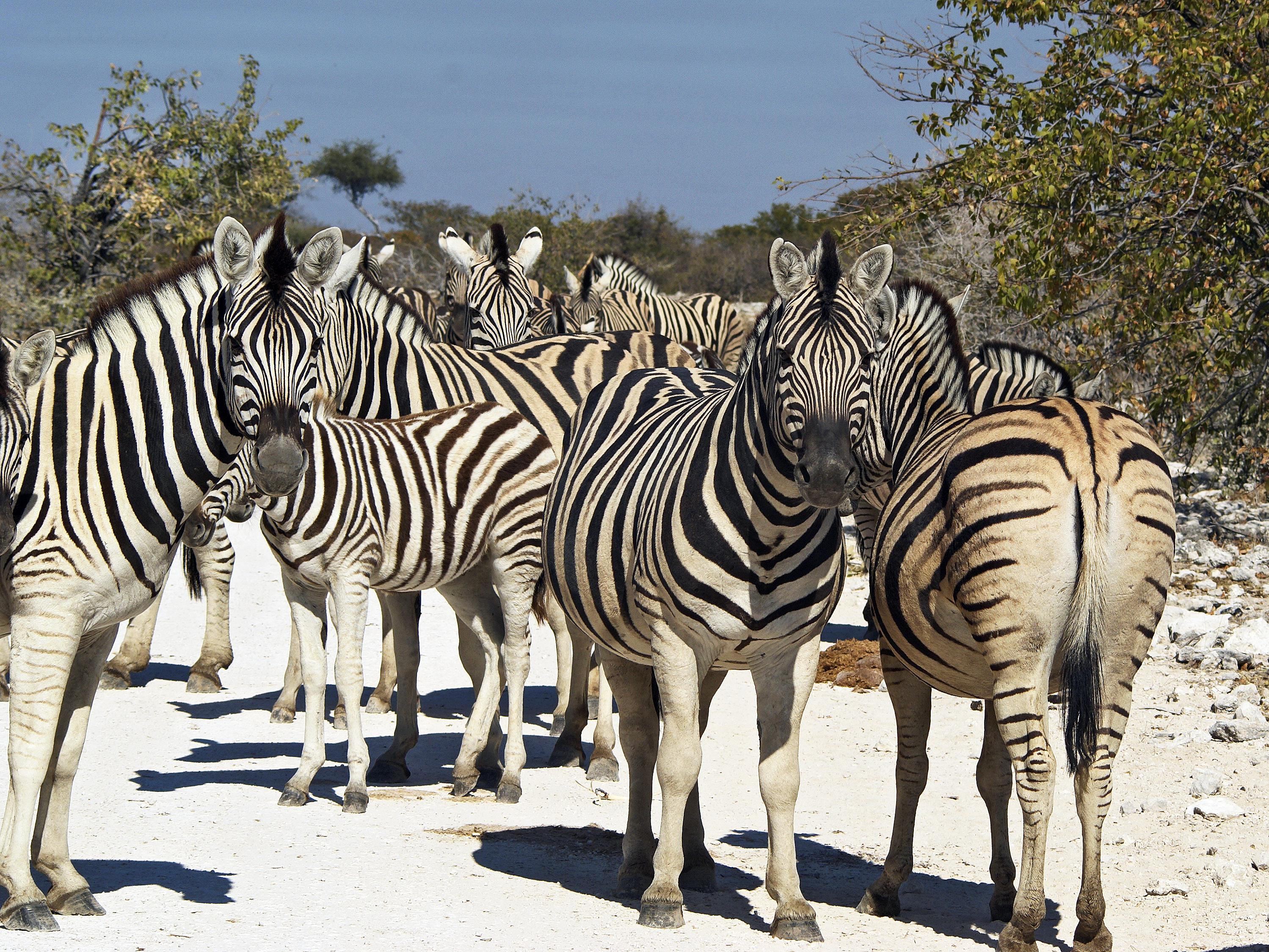
Gruppe Steppenzebras der Unterart Burchell-Zebra (Equus quagga burchelli) im Etosha-Nationalpark

Ähnlich dem Bergzebra ist das Steppenzebra ein sehr soziales Tier. Es lebt normalerweise in kleinen Familiengruppen oder Herden mit hierarchischer Gliederung, die aus einem einzelnen Hengst, einer bis zu mehreren Stuten sowie deren Nachwuchs bestehen (der sogenannte Harem). Die Gruppengröße ist dabei abhängig von der Qualität des Lebensraumes. Je schlechter die Lebensbedingungen, desto geringer die Herdengröße. Die größten Gruppen umfassen bis zu 15 Mitglieder (Hengst, sechs Stuten, acht Fohlen), durchschnittlich liegt sie aber bei vier bis acht. Nach Untersuchungen im zentralen Kenia sind die einzelnen Tiere einer Gruppe teilweise miteinander verwandt. Die Herden unterhalten keine eigenen Territorien, besitzen aber Aktionsräume (home ranges), in denen sie sich vorwiegend aufhalten und die über einen Höhenunterschied von bis zu 1.100 m reichen können. Die Ränder dieser Gebiete überlappen sich dabei deutlich mit jenen anderer Steppenzebra-Gruppen. Zeitweilig formen die einzelnen Herden auch größere Verbände. In großen Steppenzebra-Verbänden gibt es aber keine über die Einzelgruppen hinausgehende übergeordnete Organisation. Neben den eigentlichen Herden gibt es auch "Junggesellengruppen" junger männlicher Tiere, die noch keine eigene Herde aufgebaut haben. Diese können ebenfalls bis zu 15 Tiere umfassen. Rein weibliche Herden sind dagegen äußerst selten.

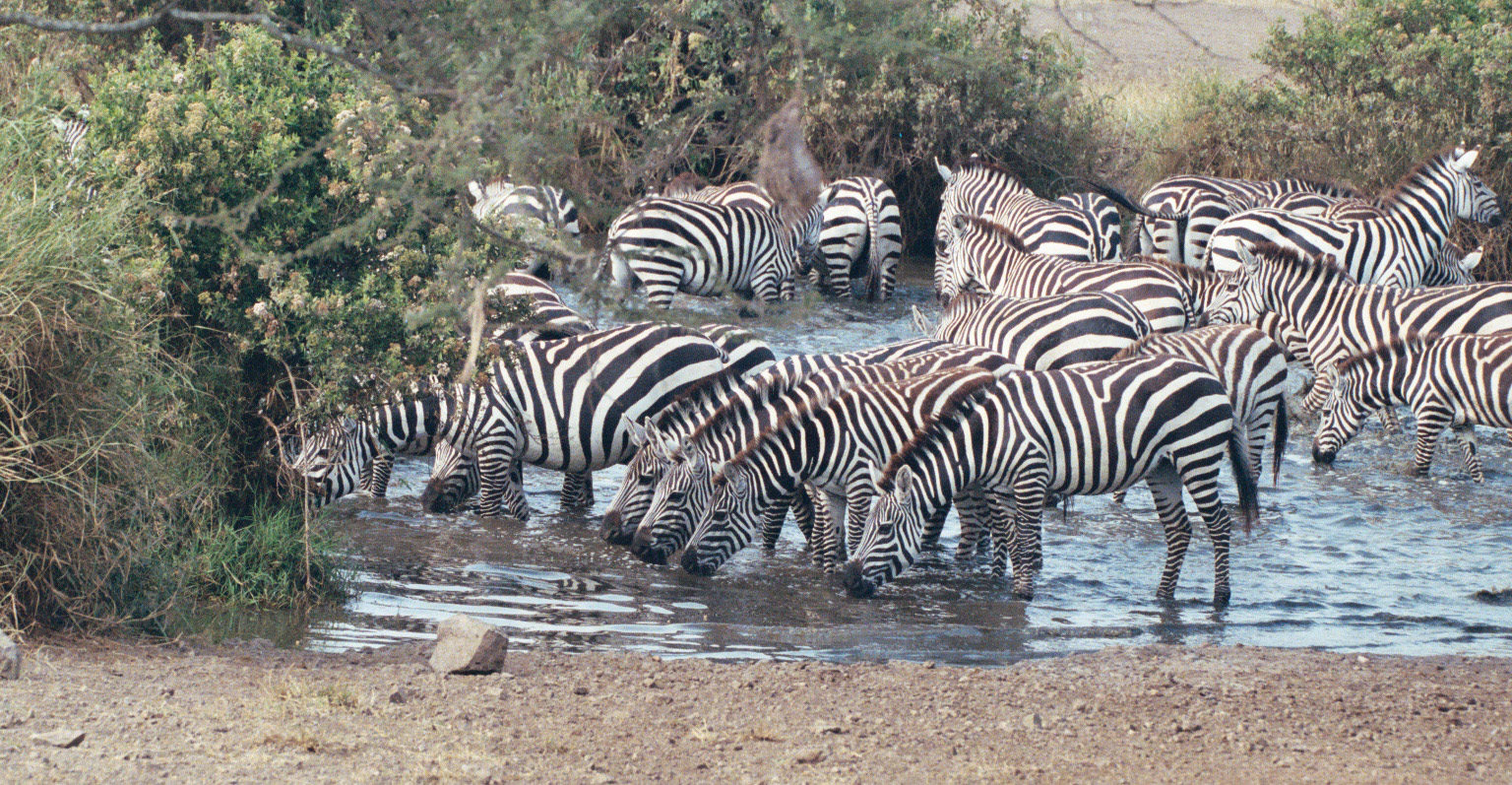
Steppenzebras der Unterart Böhm-Zebra (Equus quagga boehmi) im Serengeti-Masai-Mara-Ökosystem

Der Zusammenhalt innerhalb der Herde ist sehr groß, verloren gegangene Mitglieder werden über längere Zeit gesucht. In der Regel führt die ranghöchste Stute die Gruppe, während der Hengst am Ende des Zuges die Nachhut bildet; beim Trinken, das meist nachts stattfindet, ist er jedoch der Erste. Der Hengst bedeckt mit seinem Kot und Urin die Fäkalien der Stuten und Jungtiere und zeigt dabei meist ein Flehmen. Nachts bevorzugen die Herden einen Aufenthalt auf offenen Flächen. Als Schutz vor Beutegreifern hält mindestens ein Tier Wache, Jungtiere werden bei aufziehender Gefahr als erste geweckt. Beim Treffen zweier Herden führen die Hengste eine ritualisierte Begrüßungszeremonie durch, bestehend aus der charakteristischen Grußgeste – erhobene und nach vorn gerichtete Ohren – und gegenseitigem Beschnüffeln der Nase und Genitalien. Ein Steppenzebra in Bedrängung legt die Ohren an und spreizt bei zunehmender Bedrohung die Lippen und zeigt die Zähne, eine Mimik, die dem Flehmen und dem Rossigkeitsgesicht ähnelt. Kämpfe finden eher selten statt und kommen in der Regel bei Übernahmeversuchen einer Herde durch einen fremden dominanten Hengst vor. Verliert der bisherige Herdenführer diese Auseinandersetzung, verlässt er die Gruppe, wobei ihm teilweise seine männlichen Nachfahren folgen.

### Ernährung

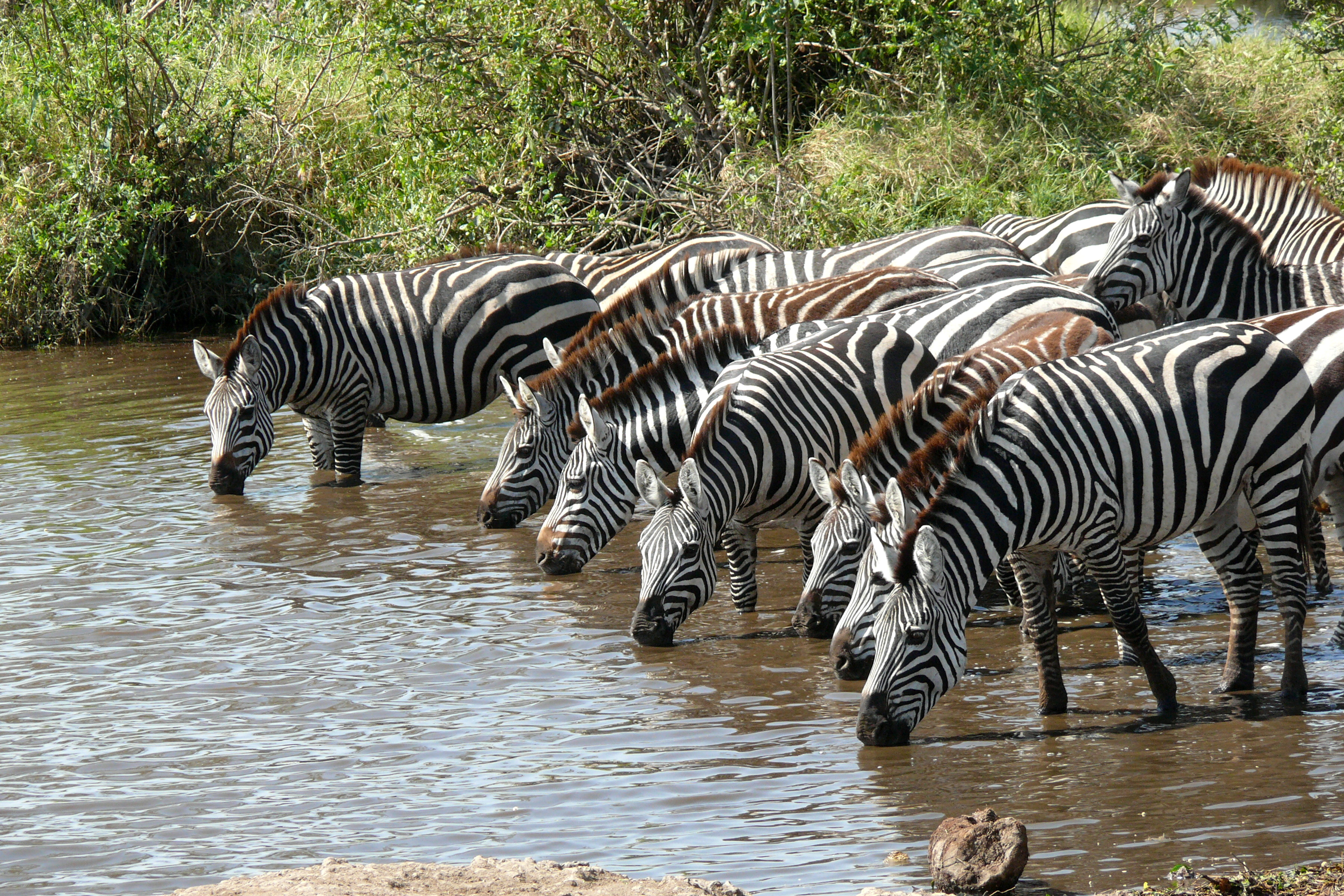
Böhm-Zebras (Equus quagga boehmi) am Wasserloch

Das Steppenzebra ist ein Pflanzenfresser und mit seinen hohen Kronen an den Backenzähnen und dem hohen Zahnzementanteil an kieselsäurehaltige Grasnahrung (grazing) angepasst, die 90 % seines Nahrungsspektrums ausmacht. Dabei ist bei dieser Zebra-Art keine große Selektion der Pflanzen erkennbar. Mindestens 23 verschiedene Grassorten werden verzehrt, besonders begehrt sind Süßgräser wie Themeda, Cenchrus sowie Hundszahn- und Liebesgräser. Zu den weniger häufig gefressenen Pflanzen gehören weiterhin Lampenputzergräser oder Hirsen wie Fingerhirsen. Daneben können gelegentlich auch Krautpflanzen aufgenommen werden, von denen rund zehn vom Steppenzebra verspeiste Arten bekannt sind. Über das Jahr hinweg sucht das Steppenzebra verschiedene Regionen auf und wandert von Gebieten mit geringem zu solchen mit höherem Niederschlag, allerdings sind die Wanderungen nicht so ausgedehnt wie bei anderen großen Pflanzenfressern, etwa dem Gnu. Abseits der jährlichen Wanderungen finden auch tägliche statt, die zwischen den einzelnen Weidegründen, Wasserstellen und Rastplätzen erfolgen.

### Fortpflanzung

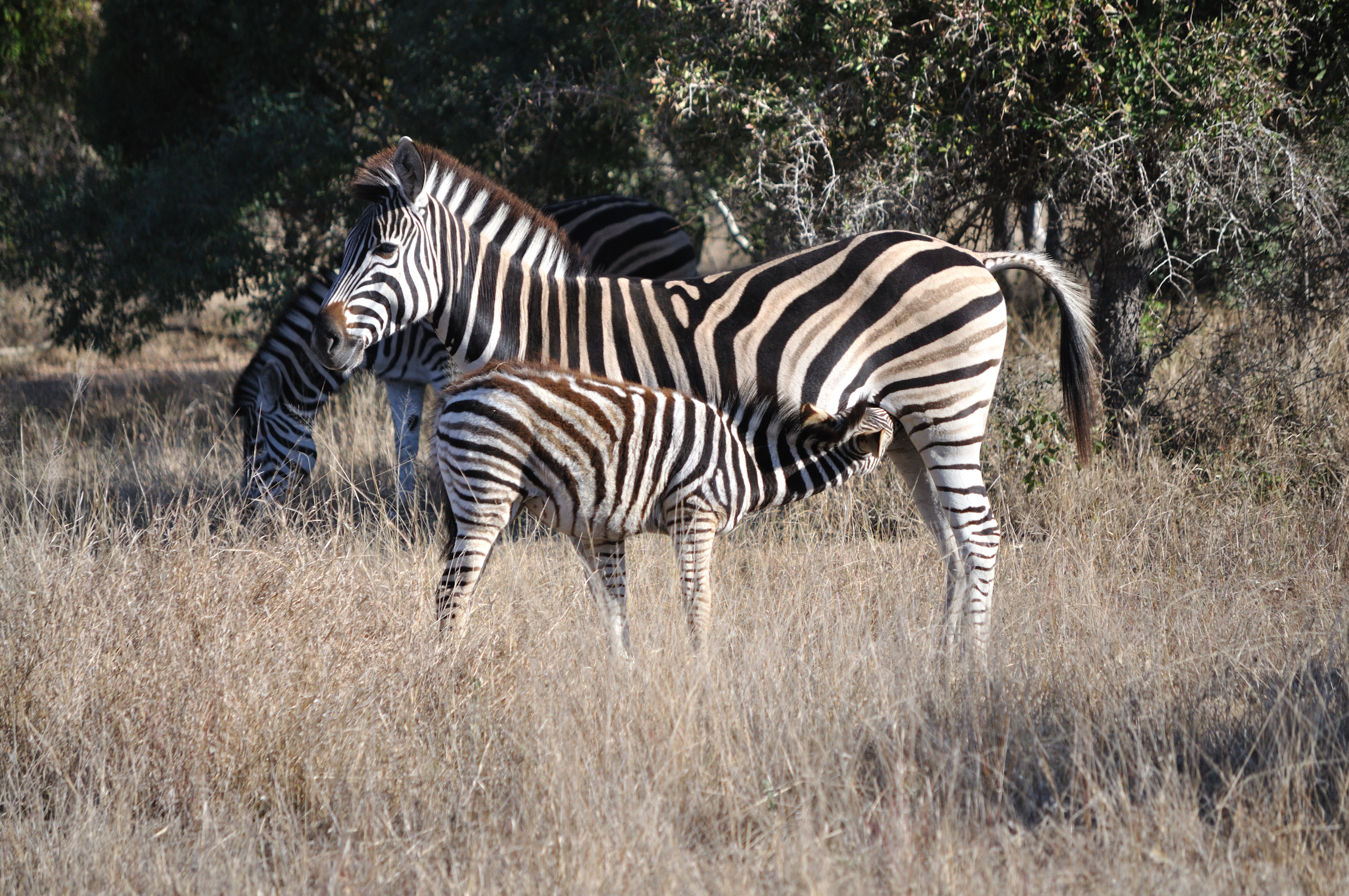
Zebrastute mit Fohlen

Männliche Jungtiere sind mit vier Jahren sexuell ausgereift, weibliche mit anderthalb bis zwei Jahren. Die erste Brunftphase ist Anlass für zahlreiche männliche Steppenzebras, die Junggesellengruppen zu verlassen und eine eigene Herde zu gründen. Das Steppenzebra ist ganzjährig paarungsbereit, eine Häufung der Paarungen findet aber während der Regenzeit im Sommer statt. Die Brunft dauert etwa zwei bis neun Tage an, die Zwischenphasen 17 bis 24 Tage. Die Paarung erfolgt hauptsächlich in der Herde mit dem Vorrecht des dominanten Hengstes. Das Geburtsintervall liegt im Durchschnitt bei etwa 14 Monaten, allerdings ist der zeitliche Abstand größer, wenn das Muttertier vorher ein männliches Fohlen zur Welt gebracht hat.
Nach einer Tragzeit von etwa 360 bis 390 Tagen – der Durchschnitt liegt bei 371 Tagen – bringt die Zebrastute ein einzelnes, etwa 30 kg schweres Fohlen zur Welt. Die Geburt dauert insgesamt etwa acht Minuten und findet meist nachts statt, wobei der Hengst in 10 bis 50 m Entfernung stehend zuschaut. Nach rund elf Minuten steht das Fohlen bereits, nach im Mittel einer Stunde saugt es erstmals Milch. Die Bindung zwischen Muttertier und Jungtier ist anfänglich groß, die Mutterstute versucht aktiv Herdenmitglieder vom Fohlen fernzuhalten, wobei es in allerdings seltenen Fällen auch zu Kämpfen unter weiblichen Tieren kommen kann. Sofern ein neuer Hengst die Herde übernimmt, kann es zu Kindstötungen bei sehr jungen Fohlen kommen, ältere Jungtiere ab etwa einem halben Jahr werden jedoch nicht getötet. Einzig bei der Unterart Mähnenloses Steppenzebra (Equus quagga borensis) konnte ein derartiges Verhalten bisher nicht beobachtet werden. Die Wachstumsrate des Jungtiers ist sehr hoch, die Endgröße wird nach rund einem Jahr erreicht, das Endgewicht aber erst nach drei Jahren. Milch benötigt ein Fohlen ein bis anderthalb Jahre. Während der Milchphase muss die Stute zur Produktion der Milch wesentlich mehr Nahrung aufnehmen. Mit der Geburt des nächsten Fohlens löst sich die Mutter-Jungtier-Beziehung meist auf. Weibliche Jungtiere verlassen dann in der Regel die Stammherde und suchen sich eine neue. Aufgrund der teils bestehenden genetischen Verwandtschaft innerhalb der einzelnen Gruppen sind die Wanderungsbewegungen der weiblichen Tiere während dieser Phase möglicherweise nicht sehr ausgedehnt. Männliche Tiere verweilen manchmal bis zu maximal drei Jahren, bevor sie wegziehen. Die natürliche Lebenserwartung liegt bei rund 20 Jahren, Steppenzebras in Gefangenschaft können jedoch bis zu etwa 40 Jahre alt werden.

### Interaktionen mit anderen Tierarten

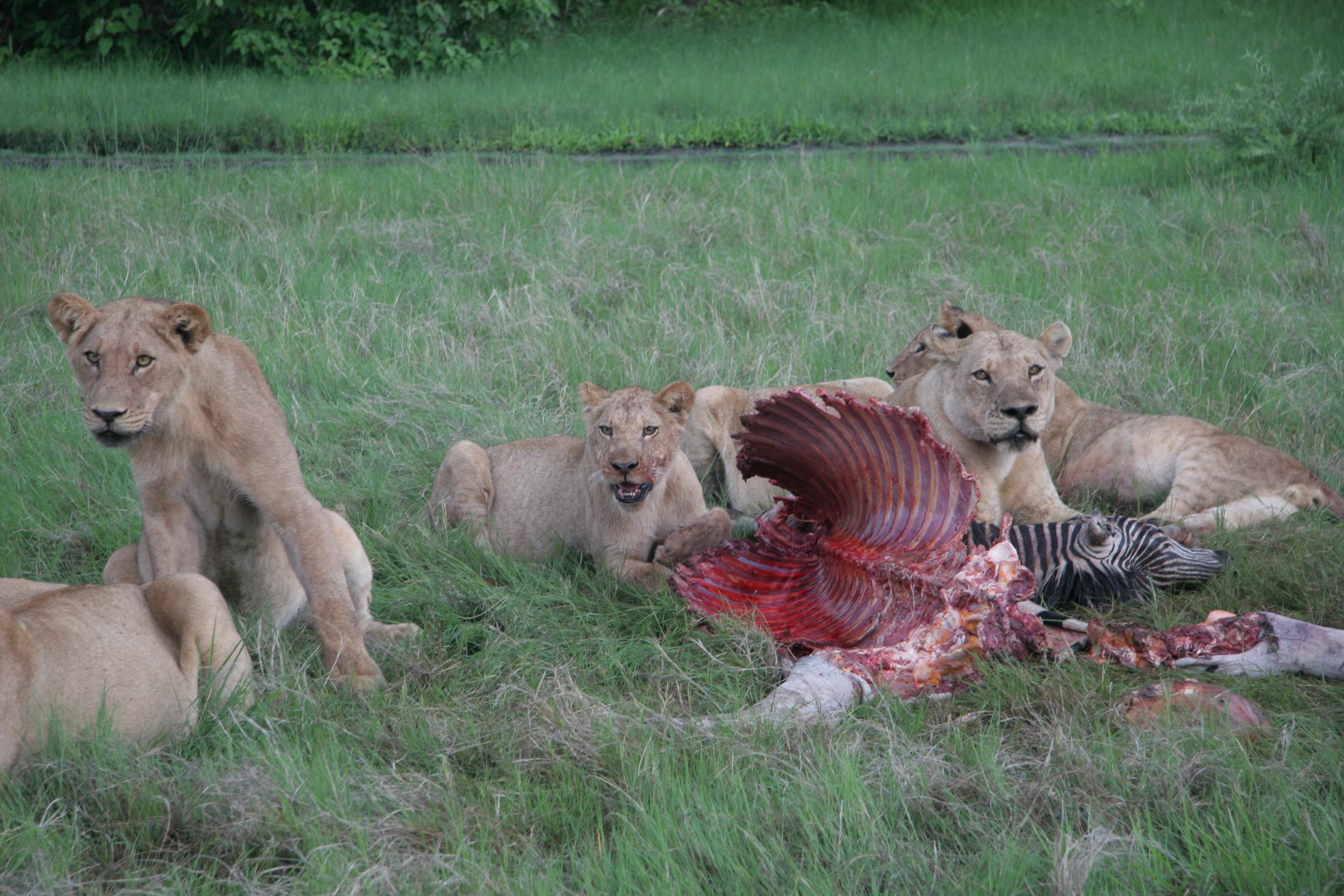
Löwen sind die bedeutendsten Fressfeinde des Steppenzebras

Fressfeinde des Steppenzebras sind Leoparden, Geparden, Tüpfelhyänen und Wildhunde, Hauptfeinde sind aber Löwen. Deren Hauptnahrung sind häufig Zebras: So sind in der Serengeti 22 % aller von Löwen getöteten Tiere Steppenzebras, im Krüger-Nationalpark noch rund 16 %. Dabei erlegen Löwen häufiger Hengste als Stuten. Tüpfelhyänen sind nach den Löwen die zweithäufigste Gruppe von Beutegreifern: 15 % ihrer Nahrung machen Zebras aus. Alle anderen Raubtiere machen eher Jagd auf Fohlen. Gegen die meisten Raubtiere, jedoch nicht gegen Löwen, verteidigt sich das Steppenzebra mit Tritten und Bissen.
Häufig kommen Herdenbildungen mit anderen pflanzenfressenden Tierarten vor, beispielsweise mit Gnus, Leierantilopen, Wasserböcken und Impalas. Solche Großverbände verschiedener Tierarten formieren sich meist gegen Ende der Regenzeit.

### Parasiten
Zahlreiche Parasiten befallen das Steppenzebra. Zu den äußeren gehören vor allem Läuse, unter anderem Ratemia squamulata. Tsetsefliegen sind beim Steppenzebra dagegen nicht nachgewiesen, auch keine Erkrankung mit der Schlafkrankheit. Endoparasiten sind viele bekannt. Hierzu zählen vor allem Saug-, Band-, Faden-, Haken- und Lungenwürmer. Weiterhin kommen Magen- und Nasendasseln vor. Babesien wurden ebenfalls beobachtet, besonders häufig aber auch die Afrikanische Pferdepest und Milzbrand. Studien ergaben, dass die Stärke des Befalls von Parasiten unmittelbar mit der Rangstufe des Tieres im Sozialgefüge einhergeht und höherstehende Angehörige einer Gruppe seltener befallen werden.

## Systematik
Das Steppenzebra stellt einen Vertreter der Gattung Equus dar und gehört damit zu den heutigen modernen Pferden. Innerhalb der Gattung Equus bildet es zusammen mit den anderen Zebraformen und den Eseln die Gruppe der stenoninen oder non-caballinen Pferde. Diese wird über die charakteristische Ausprägung der unteren Molaren definiert. Weiterhin wird das Steppenzebra gemeinsam mit dem Bergzebra (Equus zebra) in eine eigene Untergattung, Hippotigris, gestellt. Einige DNA-Analysen zeigen allerdings keine sehr nahe Verwandtschaft zum Bergzebra, sondern eine nähere Verbindung zum Asiatischen Esel (Equus hemionus), genauer zu dessen Unterart des Onagers, eine andere nahm wiederum eine eigenständige Klade des Steppenzebras gegenüber anderen ursprünglicheren Pferdevertretern an. Beide Studien weisen darauf hin, dass das Subgenus Hippotigris möglicherweise nicht monophyletisch ist. In anderen Untersuchungen wiederum bilden die Zebras eine enge Verwandtschaftsgruppe. Allen Studien gemein ist, dass das Hauspferd (Equus caballus) die Außengruppe bildet.
Heute unterscheidet man sechs rezente Unterarten des Steppenzebras:
- Böhm- oder Grant-Zebra (E. q. boehmi Matschie, 1892); Ostafrika (Kenia, Tansania, Uganda, Sambia)
- Mähnenloses Zebra (E. q. borensis Lönnberg, 1921); Südsudan, Südäthiopien, Norduganda und Nordkenia
- Burchell-Zebra (E. q. burchelli auch E. q. burchellii (Gray, 1824)); nördliches Südafrika, galt seit 1910 als ausgestorben, wird heute jedoch mit dem Damara-Zebra (E. q. antiquorum) gleichgesetzt. Da der ältere Name Priorität hat, gilt burchelli.
- Chapman-Zebra (E. q. chapmani (auch E. q. chapmanni) Layard, 1865); Simbabwe, Botswana, Sambia
- Crawshay-Zebra (E. q. crawshayi De Winton, 1896); Nordmosambik, östliches Sambia (z. B. Südluangwa-Nationalpark); die Steppenzebra-Unterart mit der dichtesten Streifung
- Quagga (E. q. quagga Boddaert, 1785); Südafrika, seit 1883 ausgestorben. Es handelte sich um ein hellbeiniges, dunkles Zebra mit mittelbrauner Grundfarbe. Nur Kopf und Hals waren bis zum Widerrist gestreift.

Die derzeit gültige Einteilung erfolgte an Fellmuster und Schädelmerkmalen und wurde 2004 vorgenommen. Demnach weisen die einzelnen Unterarten meist Variationen vor allem in der Größe und der Fellzeichnung auf. Generell ist von Norden nach Süden eine Streifenreduktion und Größenzunahme festzustellen. Die Übergänge zwischen den einzelnen Formen sind jedoch fließend. Genetische Studien von Minisatelliten und mitochondrialer DNA ergaben an 17 Populationen der fünf heute lebenden Unterarten des Steppenzebras ebenfalls nur geringe Unterschiede zwischen den einzelnen Unterarten, trotz einer insgesamt großen genetischen Variabilität. Weitere genetische Studien aus dem Jahr 2018 anhand von Steppenzebras aus dem gesamten Verbreitungsgebiet erbrachten keine hinreichende Übereinstimmung mit den morphologisch bestimmten Unterarten. So lassen sich neun genetische Populationen unterscheiden, allein das Böhm-Zebra splittet sich auf drei auf. In den meisten genetischen Analysen ist das ausgestorbene Quagga eng mit den anderen Steppenzebras verbunden und gilt heute als eigenständige Unterart. Aufgrund bestimmter morphologischer Unterschiede wird das Quagga jedoch von einigen Spezialisten immer noch als eigene Art geführt. Die genetische Differenz des Quaggas zu den südlichen Populationen des Steppenzebras liegt bei rund 1,5 %, zu den nördlichen bei 2,4 %. Aufgrund dieser Werte gehen die Forscher davon aus, dass die Trennung des Quaggas von den südlichen Steppenzebra-Unterarten relativ spät erfolgte, nämlich während des Vereisungsmaximums der vorletzten Kaltzeit vor 290.000 bis 120.000 Jahren. Im Pleistozän trat weiterhin noch die heute ausgestorbene Unterart E. q. mauritanicum in Nordafrika auf, außerdem wird das Kap-Zebra (Equus capensis) als eng verwandt mit dem Steppenzebra angesehen. Alle heutigen Populationen des Steppenzebras lassen sich genetisch auf eine Ursprungsgruppe zurückführen, die vor etwa 367.000 Jahren im südlichen Afrika gelebt hatte.

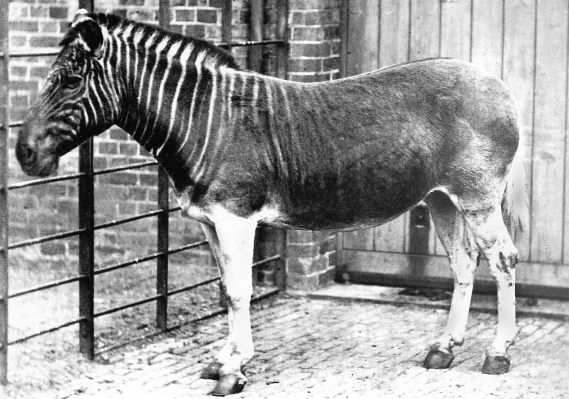
Quagga (Equus quagga quagga)

Unter der Voraussetzung, dass das Quagga eine Unterart des Steppenzebras darstellt, gilt der niederländische Zoologe Pieter Boddaert als Erstbeschreiber des Steppenzebras. Er stellte das Quagga 1785 vor, das Steppenzebra wird dann unter dem wissenschaftlichen Namen Equus quagga geführt. Bei Anerkennung des Quaggas als eigenständige Art ist der englische Paläontologe John Edward Gray der ursprüngliche Beschreiber des Steppenzebras, der 1824 das Burchell-Zebra wissenschaftlich einführte; auch die weiteren Unterarten müssten dann unter Equus burchelli stehen. Diese unterschiedlichen Bezeichnungen erfolgen nach den Regeln der zoologischen Nomenklatur, wonach der ältere Name der gültige ist und der wissenschaftliche Name Equus quagga vor der Bezeichnung Equus burchelli (ursprünglich von Gray als Asinus burchellii beschrieben) benutzt wurde.  Das Wort „Quagga“ geht dabei auf eine Bezeichnung der Khoisan-Volksgruppen des südlichen Afrikas zurück, welche den charakteristischen Begrüßungslaut der Tiere imitiert. Der Begriff wird in anderen Sprachen des südlichen Afrikas, zum Beispiel Afrikaans, auch für das Bergzebra verwendet.
Die ersten Pferde erreichten den afrikanischen Kontinent im Pliozän. Sie gehörten der ursprünglicheren, stenoninen Gruppe an und bildeten die Ausgangsgruppe für die Zebras und den Afrikanischen Wildesel. Ein möglicher Vorfahre des Steppenzebras ist Equus tabeti, welches im späten Pliozän und frühen Pleistozän erstmals in Nordafrika auftrat und im späten Pleistozän Westasien erreichte. Die Pferdeform wird auch als möglicher Vorfahre des Afrikanischen Wildesels gesehen. Frühe Vorkommen des Steppenzebras wurden aus dem Unteren Pleistozän berichtet, so aus Kromdraai in Südafrika mit einem Alter von rund 2 Millionen Jahren. Weitere frühe Funde sind aus der Olduvai-Schlucht und Koobi Fora mit jeweils rund 1,6 Millionen Jahren und aus Olorgesailie vor rund 1 Million Jahren, alle Ostafrika, bekannt. In Ostafrika kam die Art teilweise gemeinsam mit Equus oldovayensis, in Südafrika mit Equus capensis vor. Beide Formen galten ursprünglich als nahe Verwandte des Grevyzebras, für letzteres ist eine genetische Nähe zum Steppenzebra belegt. Die damalige Verbreitung des Steppenzebras umfasste etwa sein heutiges Vorkommen. Im Spätpleistozän sind aber mit Funden des E. q. mauretanicus ebenfalls Vertreter der Zebraform aus Nordafrika nachgewiesen.

## Steppenzebra und der Mensch

### Bedrohung und Schutz

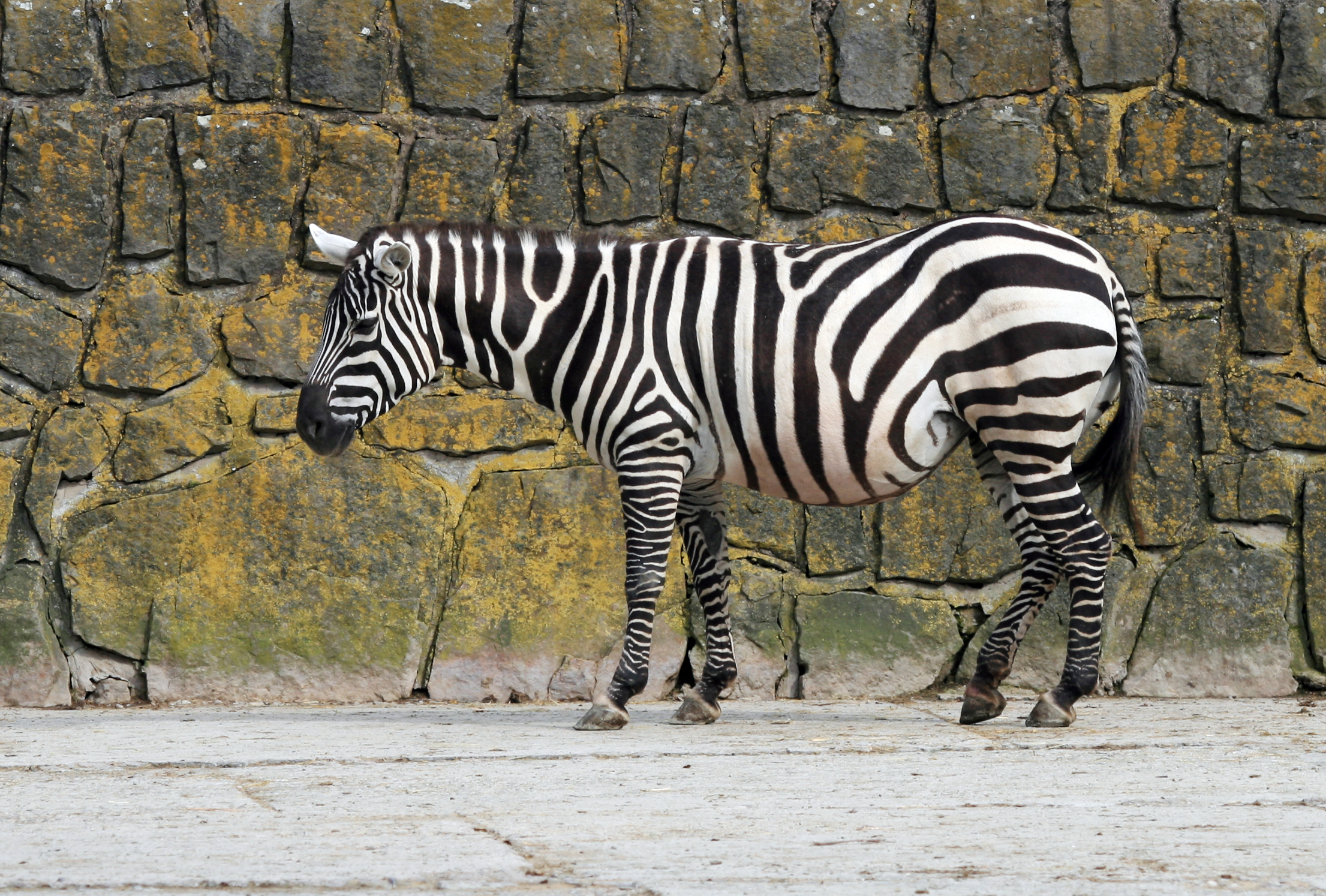
Steppenzebra der Unterart Mähnenloses Zebra (Equus quagga borensis) im Zoo Dvůr Králové

Aufgrund der Jagd nach Fleisch und Häuten sowie der Zersiedlung ihres Lebensraumes durch den Menschen sind Steppenzebras heute weit seltener, als sie einst waren. Zwar sind sie von allen Pferdearten nach wie vor die häufigste, allerdings leben drei Viertel der Population in den Nationalparks Kenias und Tansanias, also in einem vergleichsweise kleinen Areal. Offizielle Schätzungen der Gesamtpopulation der Steppenzebras in Afrika gehen von etwa 660.000 Tieren aus. Am häufigsten ist dabei die Unterart E. q. boehmi, die etwa 75 % des Gesamtbestandes ausmacht und mit mehr als 200.000 Tieren im Serengeti-Masai-Mara-Ökosystem vertreten ist, die größte Population stellt dabei die Serengeti mit etwa 151.000 Tieren. Weitere Wildschutzgebiete, in denen Steppenzebras vorkommen, sind der Krüger-, Pilanesberg-, Etoscha-, Chobe-, Hwange-, Kafue-, Südluangwa-, Ruaha-, Tsavo-East-, Tsavo-West- und der Nairobi-Nationalpark. Weitere bedeutende Populationen leben im Ngorongoro-Krater, im Samburu National Reserve, im Hluhluwe-Umfolozi-Park und im Mkuze-Wildreservat. Während die Bestände der Unterarten Böhm-Zebra und Burchell-Zebra relativ gesichert sind – Letzteres ist allerdings in seinen südlicheren Verbreitungsgebieten mittlerweile ausgestorben –, dürften die Unterarten Chapman-, Crawshay- und Mähnenloses Zebra in ihrem Bestand bedroht sein. Unklarheit herrscht über die Populationen in Angola, die nach Expertenmeinung aber wohl erloschen sind. Weiterhin ausgestorben ist das Steppenzebra in Burundi und Lesotho. Beobachtungen in Tansania ergaben einen Rückgang der Population um 20 % in den 1990er und 2000er Jahren. Von der IUCN wird der Gesamtbestand des Steppenzebras als near threatened („potenziell gefährdet“) eingestuft.
Es bestehen mehrere Schutzstrategien, die von der Equid Specialist Group der IUCN koordiniert werden. Dazu gehören unter anderem Umsiedlungen und Wiedereinführung von Populationen in ehemalige Verbreitungsgebiete, so in Transvaal und KwaZulu-Natal. Weitere Schwerpunkte sind die Erhöhung der Anzahl und Häufigkeit der Beobachtungen im Freiland, eine bessere Risikobewertung der Art und ihrer Unterarten, die Aufrechterhaltung und Erweiterung der natürlichen Variabilität, ein umfassenderes Verständnis der biologischen und ökologischen Notwendigkeiten und die Entwicklung alternativer ökonomischer Nutzungsstrategien, häufig im Bezug auf Schutzgebiete.

### Das Quagga-Projekt

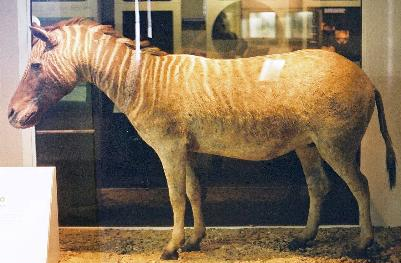
Quagga in der Ausstellung des Natural History Museum in London

Neben dem Erhalt der fünf rezenten Unterarten des Steppenzebras existiert ein Projekt zur Rück- oder Abbildzüchtung des Ende des 19. Jahrhunderts von europäischen Siedlern ausgerotteten Quaggas. Dieses Projekt wurde 1986 von Reinhold Rau in Südafrika ins Leben gerufen, nachdem erstmals DNA des Quaggas extrahiert werden konnte, welche zur Klärung der Verwandtschaftsverhältnisse zu den anderen Zebras führte. Zur Durchführung des Projektes wurden 19 Steppenzebras aus dem Wildbestand, überwiegend aus dem Etosha-Nationalpark und KwaZulu-Natal, ausgesucht, die über relativ wenige Streifen verfügten, und in ein Areal nahe Vrolijkheid in der südafrikanischen Provinz Westkap gebracht. Diese Gründerpopulation zeugte 19 Jungtiere, deren erstes 1988 geboren wurde. Im Jahr 2008 umfasste die gesamte gezüchtete Population 89 Steppenzebras, die an einem Dutzend verschiedener Lokalitäten gehalten wurden und wenigstens 25 Fohlen der dritten Generation umfasste. Seit dieser dritten Generation zeichnet sich eine deutliche Reduktion der Streifen an den Beinen und im hinteren Körperbereich ab und eine, allerdings bisher nur leichte, Tendenz zur Ausbildung einer bräunlichen, pferdeartigen Körpergrundfarbe, so dass einzelne Tiere schon eine deutliche Ähnlichkeit mit den ehemaligen Quaggas aufweisen. Das Projekt ist nicht unumstritten, da einige Naturschützer bemängeln, dass lediglich der Phänotyp des Quaggas rekonstruiert werde. Befürworter halten jedoch dagegen, dass das Quagga letztendlich anhand seiner äußeren Merkmale bestimmt wurde.